# 31985 Andrewryan
31985 Andrewryan este o planetă minoră (asteroid), cu un diametru de 3,165 km, din centura de asteroizi. A fost descoperită pe 24 aprilie 2000 la Stația Anderson Mesa de Lowell Observatory Near-Earth-Object Search. 
Obiectul prezintă o orbită caracterizată de o semiaxă mare de 2,4014635 UAi, o excentricitate de 0,18, o înclinație de 3,41028 ° în raport cu ecliptica.